# Polysyncraton mortensi
Polysyncraton mortensi är en sjöpungsart som först beskrevs av Wilhelm Michaelsen 1924.  Polysyncraton mortensi ingår i släktet Polysyncraton och familjen Didemnidae. Inga underarter finns listade i Catalogue of Life.